# Natriumpermanganaat
Natriumpermanganaat (NaMnO4) is een natriumzout van permanganaat. De stof komt voor als een rode, hygroscopische vaste stof, die zeer goed oplosbaar is in water. Alhoewel het ongeveer 15 keer beter oplost in water dan kaliumpermanganaat, wordt natriumpermanganaat niet zo vaak gebruikt omdat het vrij duur is en wateraantrekkend. Het komt veelal voor onder de vorm van het monohydraat: NaMnO4 · H2O. Het wordt onder meer gebruikt als ontsmettingsmiddel en als oxidator in de organische chemie.
In de V2-raket werd het gebruikt voor stoomgeneratie voor de brandstof/zuurstof-turbopomp door katalytische ontleding of reductie van hooggeconcentreerd waterstofperoxide. NaMnO4 was slechts de katalysator van deze 'Walter-Antrieb'. Een (nagenoeg emmissievrije) technologie die ook eerder werd gebruikt voor voortstuwing van onderzeeboten of  torpedo's.